# Saint-Liboire
Saint-Liboire (aussi accepté: St-Liboire, anciennement: Saint-Liboire-de-Bagot) est une municipalité du Québec située dans la MRC des Maskoutains en Montérégie.

## Toponymie
Bien que le nom puisse faire référence à Liboire du Mans, il « honore le souvenir de l'abbé Liboire-Henri Girouard (1798-1876), curé de Saint-Hugues (1830-1834), de Marieville (1834-1852) et de Saint-Simon-de-Bagot (1852-1876), qui participe activement à la fondation de la paroisse ».

## Histoire

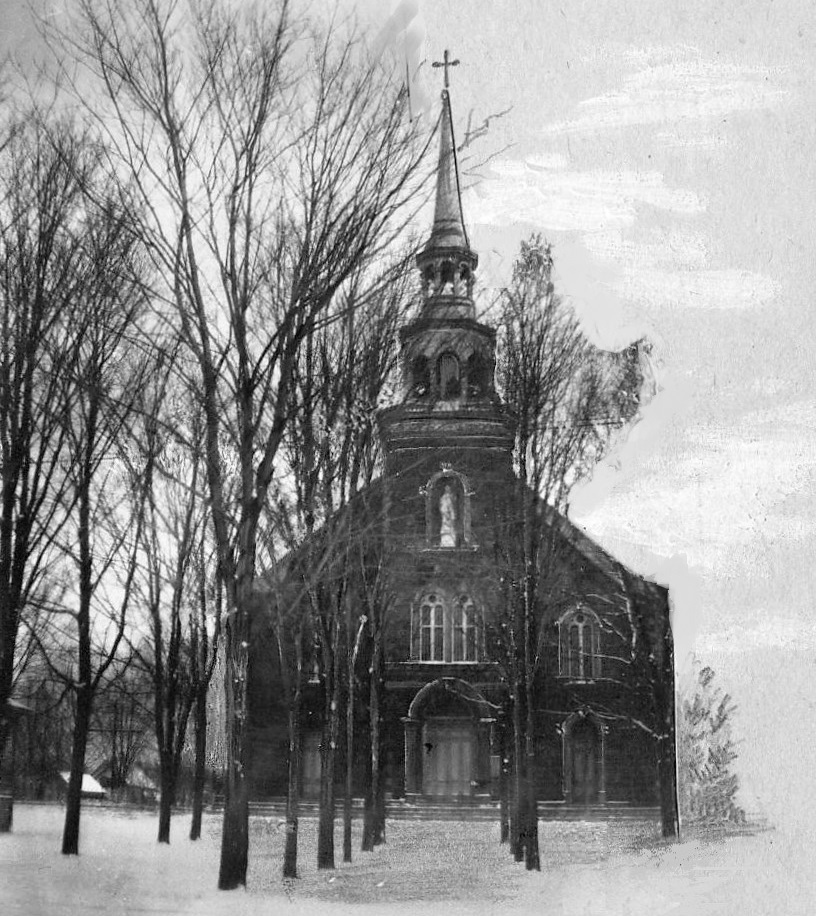
Église de Saint-Liboire, 1910

Avant la fondation de Saint-Liboire, le territoire actuel du village est inclus dans la seigneurie de Ramezay accordée à Claude de Ramezay vers 1710.
Le village est fondé en 1857 dans le but d'offrir de nouvelles terres agricoles à défricher et à exploiter aux colons catholiques issus de la région de Saint-Hyacinthe.
Il devient le chef-lieu du Comté de Bagot, ce qui en fait le village où les assemblées politiques du comté ont lieu.
De plus, deux instances judiciaires ont subsisté parallèlement pendant la décennie 1870 à Saint-Liboire. Ces instances sont la Cour de Circuit et la Cour de Magistrat pour le comté de Bagot.
Au fil des années le village est peuplé de gens se disant « nationalistes canadiens français », dans les premières décennies du vingtième siècle, à travers les écrits d'intellectuels canadiens français comme Henri Bourassa.
Puis, ils deviendront, entre les années 1930 et 1960, "autonomistes et anti-communistes" sous l'influence de Maurice Duplessis, alors à la tête du gouvernement de la province de Québec.
Ils resteront d'ailleurs fidèles à l'Union nationale même après la mort du chef charismatique et malgré certaines irrégularités dans le déroulement de la campagne électorale de 1960 dans le comté de Bagot envers le candidat libéral.
Le village s'est ensuite majoritairement identifié aux référendums de 1980 et de 1995 en faveur de l'indépendance du Québec.
En 2020, la fête de la famille a été annulée à cause de la pandémie du COVID-19.

## Géographie
À partir de son crénon, dans le sud-ouest de la municipalité, la rivière McKay(d), un affluent de la rivière Delorme, coule vers le nord-ouest. La route 211, dans l'ouest, et la route 116, dans l'est, traverse son territoire du nord-ouest au sud-est.

## Démographie
| 1991  | 1996  | 2001  | 2006  | 2011  | 2016  | 2021  |
| ----- | ----- | ----- | ----- | ----- | ----- | ----- |
| 2 287 | 2 594 | 2 829 | 2 895 | 3 051 | 3 062 | 3 036 |

Langue maternelle (2016)
| Langue         | Population | Pct (%) |
| -------------- | ---------- | ------- |
| Français       | 3000       | 98,85 % |
| Anglais        | 15         | 0,49 %  |
| Autres langues | 20         | 0,66 %  |

## Administration
Les élections municipales se font en bloc pour le maire et les six conseillers.
| Saint-Liboire Maires depuis 2002                                                                                     |                  |         |          |
| Élection | Maire            | Qualité | Résultat |
| 2002 | Martine Gagné    |         | Voir     |
| 2005 | Sylvain Gauvreau |         | Voir     |
| 2009 | Denis Chabot     |         | Voir     |
| 2013 | Denis Chabot     | Voir    |          |
| 2017 | Claude Vadnais   |         | Voir     |
| 2021 | Yves Winter      |         | Voir     |
| Élection partielle en italique Depuis 2005, les élections sont simultanées dans toutes les municipalités québécoises |                  |         |          |

## Suggestion de lecture
Les historiens seront intéressés par la lecture du livre Centenaire de Saint-Liboire, 20-24 juin 1957 : album-souvenir, 1857-1957 de Dollard Boucher et Armand Laliberté. Le livre est disponible à la Bibliothèque et Archives Nationales du Québec.
Le livre fait une synthèse de l'histoire du village, du fonctionnement de son système scolaire, municipal et de comté. Par le biais de publicités d'époque, il est facile de connaître certains services et métiers présents dans le village en 1957.
L'ouvrage n'est pas entièrement neutre puisque les auteurs se permettent des jugements de valeurs typiques de l'époque (Voir la Grande Noirceur) et se fondent parfois sur certains récits oraux de villageois.